# Atari Football
Atari Football è un videogioco sportivo sviluppato da Atari nel 1978.
È uno dei primi titoli ad utilizzare il trackball ed il primo videogioco a scorrimento verticale non appartenente al genere simulatore di guida.